# دونیا
دونیا شهرکی در استان وارنا کشور بلغارستان است که جمعیت آن در سال ۲۰۰۱ میلادی ۸٬۶۴۸ نفر بوده‌است.